# Lijst van maronitische patriarchen

Wapen van het maronitische patriarchaat

In onderstaand overzicht zijn de patriarchen van de maronitische kerk opgenomen.
Voor de patriarchen voor 518 zie de lijst van patriarchen van Antiochië.

Voor de patriarchen van 518 tot 687 zie de lijst van Grieks-orthodoxe patriarchen van Antiochië.

## 938-1440: De Byblos-periode
Deze periode werd gekenmerkt door de kruisvaarderstochten. Het hoofdverblijf van de patriarch was gevestigd in de havenplaats Byblos (938-1440). In totaal 34 patriarchen hebben hier gewoond:
- 687–707: Johannes Maron I
- Cyrus
- Gabriël I
- Paulus Tawaghan
- vanaf 938: Johannes Maron II
- Johannes el Damlassi
- Theofilus
- Gregorius I
- Stefanus
- Marcus
- Eusebius
- Johannes I
- Jozua I
- David
- Theofelix
- Jozua II
- Dumith
- Isaäk
- Johannes II
- Simon
- 1110–1120: Jozef I el Gergess
- 1121–1130: Petrus I
- 1130–1141: Gregorius II van Halate
- 1141–1151: Jakob I van Ramate
- 1151–1154: Johannes III
- 1154–1173: Petrus II
- 1173–1199: Petrus III van Lehfed
- 1199–1230: Jeremias I van Amchite
- 1230–1239: Daniël I van Chamate
- 1239–1245: Johannes IV van Jaje
- 1245–1277: Simeon I
- 1278–1282: Daniël II van Hadchite
- 1282–1297: Jeremias II van Dmalsa
- 1297–1339: Simeon II
- 1339–1357: Johannes V
- 1357–1367: Gabriël I van Hjoula
- 1367–1404: Johannes VI
- 1404–1445: Johannes VII van Jaje

## 1440-1823: Kadisha Vallei
De invasie van de Mammeluken dwong de Maronieten zich terug te trekken in een goed verborgen vallei, Kadisha genaamd (letterlijke vertaling: Heilige Vallei). Deze periode duurde van 1440 tot 1823. In totaal 24 patriarchen hadden hun zetel in de Kadisha Vallei:
- 1445–1468: Jakob II van Hadath
- 1468–1492: Jozef II van Hadath
- 1492–1524: Simeon III van Hadath
- 1524–1567: Mozes Akkari van Baridi
- 1567–1581: Michaël I Rizzi van Bkoufa
- 1581–1596: Sarkis Rizzi van Bkoufa
- 1596–1608: Jozef III Rizzi van Bkoufa
- 1608–1633: Johannes VIII Machlouf van Ehden
- 1633–1644: Georgius I Omaira van Ehden
- 1644–1648: Jozef IV Halib van Akoura
- 1648–1656: Johannes IX Bawab van Safra
- 1656–1670: Georgius II Rizkallah van Bseb’el
- 1670–1704: Stefanus Douaihi van Ehden
- 1704–1705: Gabriël II van Blaouza
- 1705–1733: Jakob III van Hasroun
- 1733–1742: Jozef V Dergham Khazen van Ghosta
- 1743–1756: Simeon IV Awad van Hasroun
- 1756–1766: Tobias el Khazen van Bekaat Kanaan
- 1766–1793: Jozef VI Etienne van Ghosta
- 1793–1795: Michaël II Fadel van Beirut
- 1795–1796: Filippus Gemajel van Bikfaja
- 1796–1808: Jozef VII Tajan van Beirut
- 1808–1823: Johannes X Helou van Ghosta

## 1823 – heden: Dimane / Bkirki
Met de komst van het Ottomaanse rijk kregen de Maronieten meer vrijheid. Dit resulteerde in het verplaatsten van de zetel naar Dimane, de zomerresidentie, en Bkirki, de winterresidentie. Beide residenties zijn in 1823 betrokken en vormen tot op de dag van vandaag de zetel van de patriarch.
Tot nu toe hebben in totaal 10 patriarchen van beide residenties gebruikgemaakt:
- 1823–1845: Youssef Boutros Hobeish
- 1845–1854: Youssef Al-Khazen
- 1854–1890: Boulos Boutros Massaad
- 1890–1898: Yuhanna Boutros Al-Hajj
- 1898–1931: Elias Boutros Howayek
- 1931–1955: Antoun Boutros Arida
- 1955–1975: Boulos Boutros Meouchi
- 1975–1986: Antoine Boutros Khreich
- 1986–2011: Nasrallah Boutros Sfeir
- 2011-heden: Béchara Boutros Raï